# Jesu
A Jesu (IPA: /jeɪ-sʊ:/) angol zenekar. A Godflesh énekese, Justin Broadrick alapította, az együttes 2002-es feloszlása után. A Jesu 2003-ban alakult meg a walesi Abergele-ben. Shoegazing, post-metal, indusztriális metal és stoner rock műfajokban játszanak. Nevüket a Godflesh 2001-es "Hymns" albumának utolsó daláról kapták. 

## Története
Először egy EP-t jelentetett meg a zenekar 2004-ben, az összes éneklést és hangszer játékot Broadrick végezte. Ugyanebben az évben jelent meg a Jesu első nagylemeze. 
2006-ban egy második EP is kikerült az együttes háza tájáról, amelyet főleg a dallam uralt. Második stúdióalbumukra már három évet kellett várni, az "anyag" ugyanis 2007-ben került a boltok polcaira. 2009-ben, 2011-ben és 2013-ban is piacra dobtak albumokat. 2016-ban és 2017-ben az amerikai "Sun Kill Moon" zenekarral együtt készült lemezek is megjelentek. Broadrick a Jesu név alatt többek között számtalan együttes dalainak remix változatához is közreműködött. Olyan előadók dalait remixelték, mint a Pelican, Agoraphobic Nosebleed, Explosions in the Sky, Mogwai. A zenekar dallamaira a szomorú hangulat jellemző.

## Tagok
- Justin Broadrick - gitár, ének, programozás, basszusgitár, dobok
- Diarmuid Dalton - basszusgitár
- Ted Parsons - dobok, ütős hangszerek

## Diszkográfiájuk
- Jesu - nagylemez, 2004
- Conqueror - nagylemez, 2007
- Infinity - nagylemez, 2009
- Ascension - nagylemez, 2011
- Everyday I Come Closer to the Light from Which I Came - nagylemez, 2013
- Terminus - nagylemez, 2020

## Egyéb albumok
- Jesu/Sun Kill Moon (split lemez, 2016)
- 30 Seconds to the Decline of Planet Earth (közreműködés a Sun Kill Moon-nal, 2017)